# Centro de Exposiciones de Brno
El Centro de Exposiciones de Brno (en checo: Brněnské výstaviště) es un centro de convenciones con sede en Brno, una localidad del país europeo de República Checa. Fue establecido en 1928. El centro ocupa un sitio de 667.000 metros cuadrados (7.180.000 pies cuadrados) y proporciona una superficie total bruta de exposición de 203.523 metros cuadrados (2.190.700 pies cuadrados) incluyendo espacio y salas de exposiciones al aire libre con un área de exposición de 72.057 metros cuadrados (775,620 pies cuadrados). El centro cuenta con 15 salas de exposiciones con una capacidad de visitantes de 25.000-30.000 (máximo 60.000) al día.

### Las salas de exposiciones
Las salas de exposiciones están situadas en diferentes pabellones los cuales están asignados por letras (por ejemplo pabellón A, pabellón B, pabellón X…). En todos los pabellones se exponen las exposiciones temporales, excepto el pabellón D, donde está la exposición permanente.
Este exposición permanente se llama VIDA! Centro de las Ciencias y es parecido al Parque de las Ciencias de Granada o al Centro de Ciencia Principia en Málaga. Este centro es dedicado a la popularización de las ciencias y de las tecnologías y fue abierto por primera vez el 1 de diciembre de 2014. Su objetivo es mostrar al público los fenómenos científicos y acercar los principios de los efectos científicos. Tiene una exposición interactiva de más o menos 5 000 m² donde se encuentra más de 170 objetos expuestos con los cuales los visitantes pueden interactuar y aprender nuevas cosas jugando. La exposición interactiva está dividida en cinco partes: Planeta, Civilización, Cuerpo humano, Micromundo y la quinta parte está dedicada a los niños pequeños.